# 有鱗目
有鱗目（學名：Squamata）是現今爬蟲綱中最大的目，也是爬行動物的代表目，包括蜥蜴、蛇和蚓蜥，其中蛇和已經滅絕的滄龍均是由蜥蜴進化而來。现存种类共有约9600种。

## 分類
傳統上，有鱗目分為三個亞目： 
- 蜥蜴亞目 Lacertilia
  - 鬣蜥下目 Iguania
  - 壁虎下目 Gekkota
  - 石龍子下目 Scincomorpha
  - 複舌下目 Diploglossa（又譯蛇蜥下目）
  - 厚背下目 Platynota（又譯巨蜥下目）
- 蛇亞目 Serpentes
  - 真蛇下目 Alethinophidia
  - 盲蛇下目 Scolecophidia
- 蚓蜥亞目 Amphisbaenia

由於蛇與蚓蜥是從蜥蜴演化而來，蜥蜴被視為是並系群。在較新的分類法中，有鱗目被分為以下亞目，但彼此的演化關係尚未定論：
- 双足蜥亚目 Dibamia
  - 雙足蜥科 Dibamidae
- 雙叉類 Bifurcata
  - 壁虎亚目 Gekkota
  - 正蜥亚目 Laterata（歐洲常見的蜥蜴）
  - 石龍子亚目 Scincomorpha（石龍子、鞭尾蜥）
  - 有毒类 Toxicofera
    - 鬣蜥亚目 Iguania（鬣蜥類 Iguanomorpha）（鬣蜥、變色龍、飛蜥）
    - 蛇蜥亚目 Anguimorpha（巨蜥、希拉毒蜥、蛇蜥、鱷蜥）
    - 蛇亚目 Serpentes
      - 真蛇下目 Alethinophidia（蝰蛇、蚺、眼鏡蛇）
      - 盲蛇下目 Scolecophidia